# Ramona (Californie)
Pour les articles homonymes, voir Ramona.
Ramona est une localité non incorporée américaine du comté de San Diego en Californie. La population de la ville est de 20 292 habitants en 2010.

## Personnalités liées à la ville
- John Hopkins, pilote de vitesse moto, né à Ramona.